# Glacier Shackleton
Pour les articles homonymes, voir Shackleton.
Le glacier Shackleton ou glacier de Shackleton est un glacier d'environ 96 km de long sur 8 à 16 km, descendant du massif Roberts à travers la chaîne de la Reine-Maud vers la barrière de Ross, en Antarctique.
Le nom du glacier provient de l'explorateur polaire Ernest Shackleton.

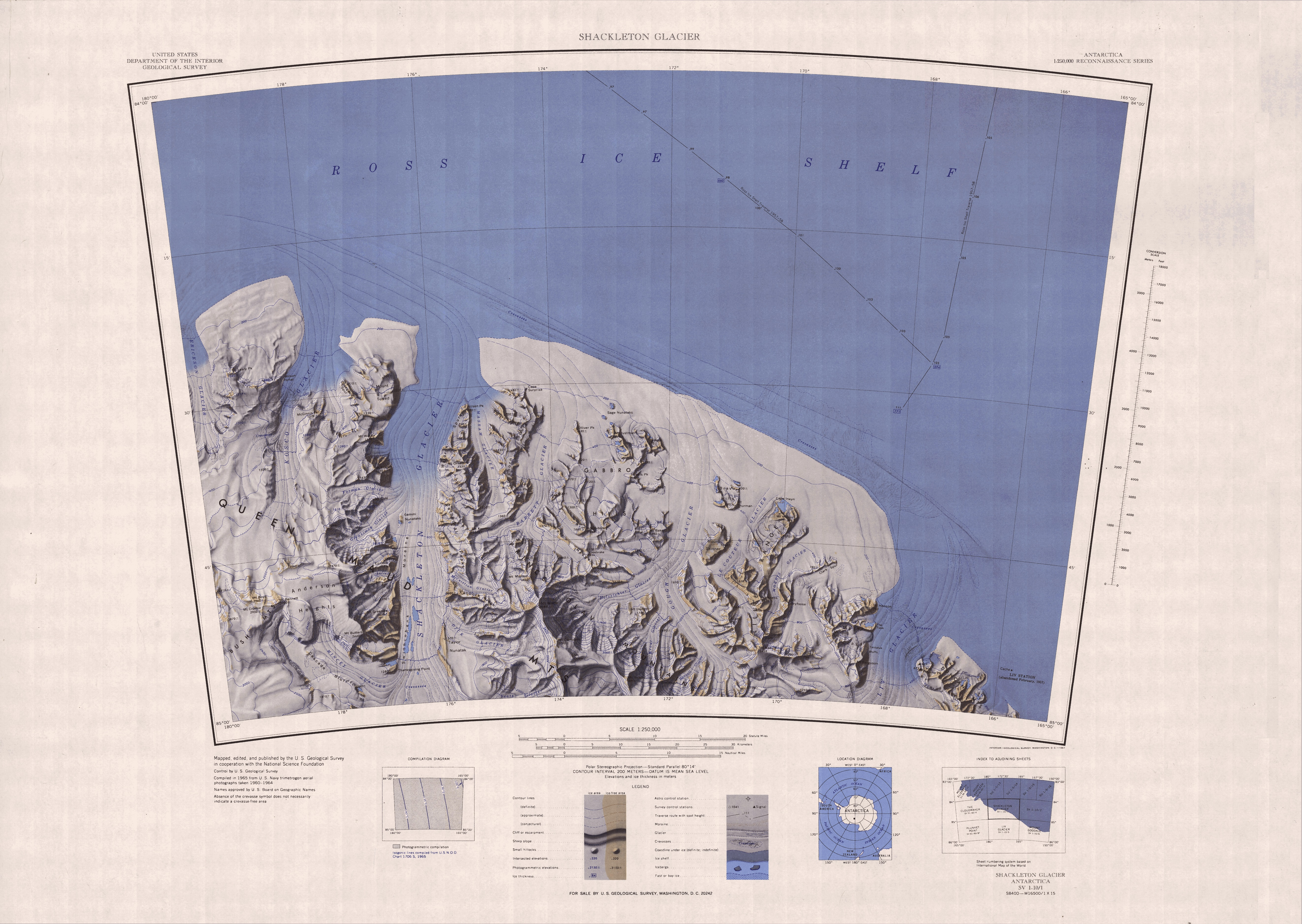
Carte topographique avec la mention du glacier.